# طرخشقون البحر المتوسط
طرخشقون البحر المتوسط (الاسم العلمي:Taraxacum mediterraneum) هو نوع من النباتات يتبع جنس الطرخشقون من الفصيلة النجمية.